# Битва біля острова Флореш (1591)
Битва біля острова Флореш (англ. Battle of Flores) — битва, що відбулась 1591 року в ході Англо-іспанської війни (1585—1604) між англійським флотом з 22 суден під керівництвом лорда Томаса Говарда і іспанським флотом з 53 суден під Алонсо де Басана. Перемогу здобули іспанські війська.